# Sherlock Holmes och kvinnan i grönt

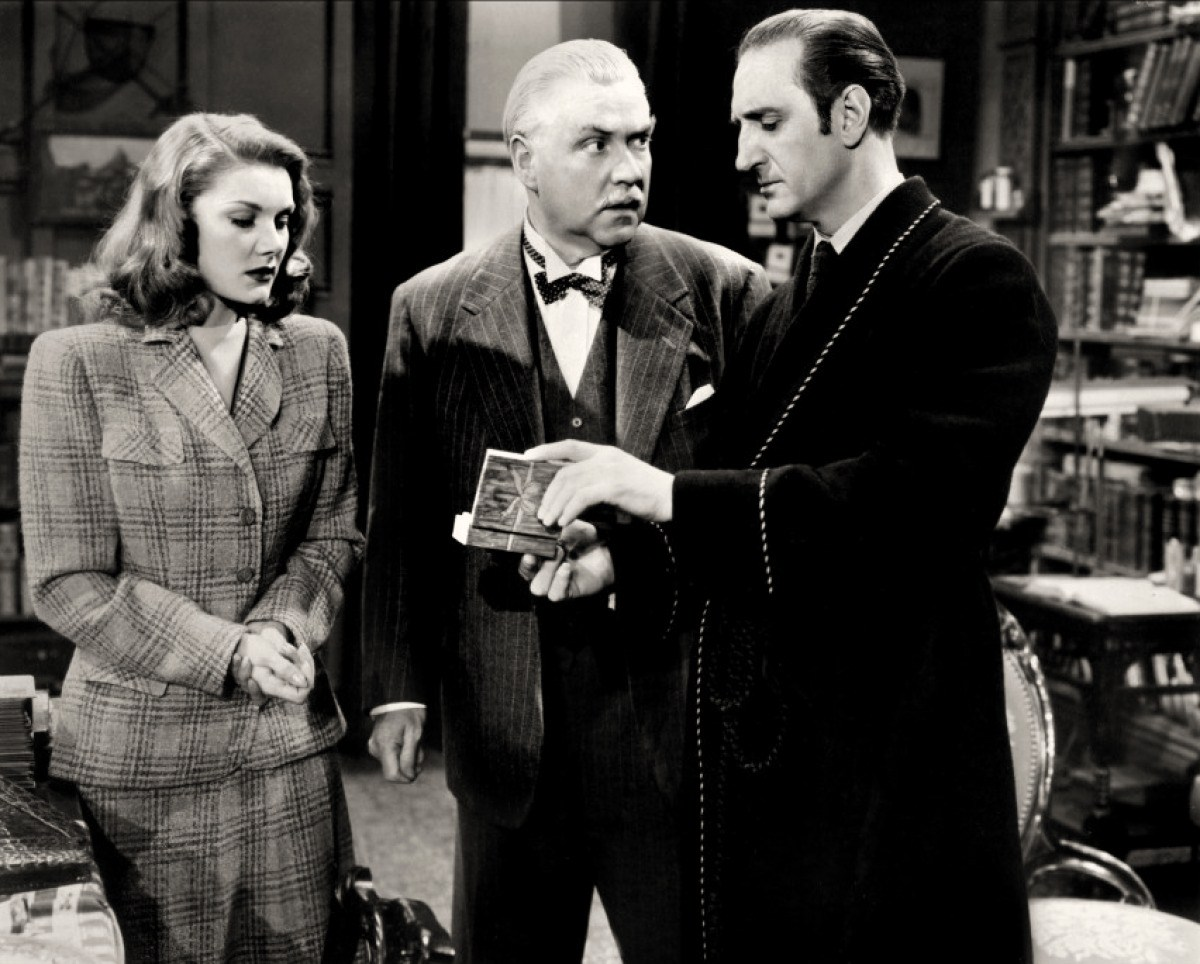
Eve Amber, Nigel Bruce och Basil Rathbone.

Sherlock Holmes och kvinnan i grönt (engelska The Woman in Green) är en amerikansk mysteriefilm från 1945 i regi av Roy William Neill. Filmen är baserad på en novell av Arthur Conan Doyle och handlar om Sherlock Holmes, spelad av Basil Rathbone.

## Handling
Sherlock Holmes och hans trogne kompanjon Dr. Watson befinner sig i London. De ställs inför ett otäckt fall där unga kvinnor hittas mördade med ett finger avskuret. Scotland Yard misstänker att det är en galen seriemördare det rör sig om, men Holmes tror att det rör sig om en djävulsk konspiration.

## Om filmen
Basil Rathbone är känd för sin roll som Sherlock Holmes. Det var en roll som han spelade i fjorton filmer; Sherlock Holmes och kvinnan i grönt är den elfte filmen. Filmen hade Stockholmspremiär annandag jul 1945 på biograferna Rita och Rixi. Den har visats vid ett flertal tillfällen i TV4, första gången den 12 december 1991. Filmen har visats i SVT, bland annat i februari 2019, i april 2020 och i december 2023.
Filmen spelades in i svartvitt, men färglades senare när den gavs ut på DVD 2007.

## Rollista i urval
- Basil Rathbone – Sherlock Holmes
- Nigel Bruce – Dr. Watson
- Hillary Brooke – Lydia
- Henry Daniell – Professor James Moriarty
- Paul Cavanagh – Sir George Fenwick
- Eve Amber – Maude
- Sally Shepherd – Crandon